# Santos Iñurrieta de la Fuente
Santos Iñurrieta de la Fuente (Vitoria, 8 de julio de 1950 - Mallorca, 10 de diciembre de 2023) fue un destacado pintor español conocido por su profundo compromiso social, manifestado a través de su arte. Iñurrieta fue una figura central en el desarrollo de la escena artística y cultural en el País Vasco, especialmente en Vitoria, durante las últimas décadas del siglo XX y principios del XXI.

## Biografía

### Formación y primeros años
Santos Iñurrieta se formó académicamente en la Escuela de Artes y Oficios de Vitoria entre 1964 y 1967. A finales de los 60 y principios de los 70 participó junto al activista Javier Septién y artistas alaveses/gasteiztarras como Gabriel González, Lourdes Lacalle, Xabi Montoia, Periko Gonzalo, Vicente Preciado, Enrique Santamaría, Ernesto Murillo y Jesús Verdasco en el grupo Klink, que conjugaba militancia antifranquista y agitación cultural, proporcionando un espacio colectivo, abierto, anárquico y fecundo a los artistas locales. 

### Vida personal
A los 20 años, junto a Pilar Martínez Ocasar (Bilbao, 6 de diciembre de 1951 - San Sebastián 26 de mayo de 2019), tuvo a su único hijo, Goar, que destacó como guitarrista de grupos como Cicatriz, Estopa, Nacha Pop, Bizkar Hezurra y Sorry Mamma.

### Carrera artística
En 1972 empezó a recibir patrocinio de la entidad que se convertiría en la Fundación Faustino Orbegozo Elzaguirre, principal promotora de la abstracción en el arte vasco. Con la Fundación ya formada, Iñurreta participó junto a Juan Mieg, Carmelo Ortiz de Elgea, José Luis Zumeta y otros, en la influyente Erakusketa – exposición itinerante que dio a conocer el arte vasco en todo el Estado,  de 1978 a 1980.

### Activismo y conciencia social
La conciencia social de Iñurrieta estuvo presente en su obra desde los inicios, y especialmente a partir de los trágicos Sucesos de Vitoria.  
Iñurrieta fue muy activo en la creación de tejido cultural en Vitoria.  Apoyó a músicos, artistas, dibujantes, actores y directores de cine; propició en su casa y en su taller un caldo de cultivo interdisciplinar y contestatario.
En este sentido es innegable la influencia que su carisma y su obra ejercieron sobre su entorno artístico. Podría decirse que fue un nexo entre la pintura de sus predecesores de la Escuela Vasca en los años 60 y posteriores pintores al margen de las corrientes postoteizianas preponderantes, aportando visiones más personales y liberadas, con la práctica de una figuración crítica e irónica enraizada en cierto pop surrealista, vigente hoy en día entre las prácticas artísticas dinámicas del panorama internacional.

### Viajes e influencias
En 1980 durante un viaje a Katmandú (Nepal), tomó contacto con el budismo y el tantra, una visión de la vida que le impactó profundamente y ya nunca dejó de explorar. 
En 1983 se trasladó un año a Lanzarote, dedicándose exclusivamente a pintar, instalado en una vieja casa abandonada que acabaría convirtiéndose en un punto de reunión de gente joven con inquietudes de diversa índole artística y existencial.
Allí su pintura abandona la abstracción volumétrica que le había distinguido y se transforma en la obra argumental, irónica, referencial, simbolista, mordaz y colorista que cultivó durante el resto de su vida artística.

### Vida en Mallorca
En 1992 conoce a la mallorquina Joana Nicolau Durán, que será su pareja hasta su fallecimiento, y se traslada a Mallorca.
En la isla su obra se expande: la placidez, la luminosidad y la calma de la isla encuentran su lugar en el imaginario crecientemente barroco y despiadado de Iñurrieta.  
Durante esos años expone en París, en Amberes, Barcelona, Valencia, Lugo, Castellón y de forma más regular en Euskadi —a la que sigue muy ligado— y en Mallorca.  
Su obra se diversifica: un divertimento son las kajikas a modo de viñetas, jugando con elementos reciclados en formatos pequeños, reflexiona filosófica, irónica o esotéricamente sobre la vida en múltiples cuadernos. En 2010, alumbra en las redes sociales a su alter ego Lui Diezbysi, activo principalmente en Facebook, donde ofrece dibujos y viñetas satíricos sobre la actualidad del momento y la vida moderna.

### Últimos años y legado
Aquejado desde joven de una dolorosa deformación en la columna vertebral, en los últimos diez años su salud se vio mermada y su actividad se tradujo en un trabajo intensivo en su taller de Mallorca. En 2017 el Museo de Arte Contemporáneo del País Vasco, Artium, montó una gran exposición donde se  expuso la obra de mayor formato. En 2018 tuvo sus dos últimas exposiciones en Vitoria, en Zuloa Irudia, y en el espacio Zas  
En abril de 2023 se le diagnosticó un cáncer, que fue la causa de su muerte.  
Dos meses después de su fallecimiento el espacio Zas y Zuloa Irudia hicieron un homenaje en el que participaron artistas creando obras dedicadas a Santos Iñurrieta, y por otra parte amigos aportando obra del artista.

## Obra
La obra de Santos Iñurrieta fue evolucionando desde sus principios en distintas alternancias de figuración y abstracción. Encaminada en los primeros años al desarrollo espacial de volúmenes formales, compactos y rotundos, con elementos antropomórficos o imaginarios organismos pétreos encadenados en su entorno espacial, en los años 70 su pintura tenía un cierto gigantismo épico. Sus dos vetas características eran una honda preocupación social y una evidente filiación vasca, de solidaridad con su pueblo. En general sigue con fidelidad las necesidades de comunicar desde su interior todo cuanto quiere explicar de situaciones ampliamente colectivas. Poco a poco el color se va acentuando delicadamente como fruto de un trabajo minucioso y meditado.La pintura de Santos recorre aceleradamente una trayectoria que va de lo inmediato sentimental hasta lo intelectual. Desde lo explícito y directo a lo simbólico.
El choque de planos entrecortados, las expansiones de colores contenidas en su etapa más abstracta no tenían suficiente fuerza y Santos hace un cambio de estrategia en los años 80. Era imprescindible que los acontecimientos que pasaban en sus cuadros tuvieran protagonistas reales y fueron rostros duros las primeras figuras que se abrieron paso. La narración directa fue ganando terreno a lo puramente simbólico.
Después de su año en Lanzarote en 1983, comienza a confeccionar un tipo de obra muy argumental, muy irónica, surreal, simbolista y mordaz. Seres antropomórficos y zoomórficos con constantes referencias al esoterismo, la cábala y el tarot, a una imaginería fantástica, al erotismo… En definitiva, una crítica afilada a muchos aspectos de la sociedad contemporánea, con una profunda carga irónica subrayada por los extravagantes y descriptivos títulos que da a los cuadros, un pequeño subgénero dentro de su obra.
En  julio de 1992 Santos se traslada a Mallorca y desde allá nos muestra los relatos de una cotidianeidad dislocada por la imaginación. Sus cuadros son una fiesta visual, quiere contar historias introduciéndolas en otras historias. Hay constantes referencias al mundo del arte de ahora y de siempre. Son actos de homenaje admirativo más que acciones plagiarias, Picasso, Matisse, Gris, Hockney entre muchos otros. Aspira a seguir pintando con total libertad y esa libertad incluye visitas a los iconos de la pintura moderna. Aplica más bien el método surrealista, descentrado, de entrelazamiento de relatos.
La intención crítica le sirve para articular la dislocación de figuras y dobles lecturas para llevar la imagen a un punto de fluidez capaz de generar un relato abierto. 
La pintura de Iñurrieta es como una forma de sonrisa, como ejercicio laboral de felicidad de expresar.
Iñurrieta se niega a cualquier movimiento y sólo pretende estar en el lugar que vive, producir cuadros en su espacio inmóvil, sin tensión, sin ansiedad: trabaja como quien respira.

## Premios
- 1973: Premio Banco de Vizcaya en el VI Gran Premio de Pintura Vasca, San Sebastián.[36]
- 1978: Beca Fundación Faustino Orbegozo.[9]
- 1982: Segundo premio en Gure Artea, organizado por el Gobierno Vasco, Bilbao.
- 1985: Accésit junto al escultor Ibáñez de Matauko en el concurso Gure Artea del Gobierno Vasco, en la categoría Manos Unidas.

## Publicaciones
- 1972: Javier Serrano, "Santos Iñurrieta", Catálogo, Galería Mikeldi, Bilbao.[37]
- 1972: "Exposición de arte vasco", Catálogo, Baracaldo.
- 1973: Javier Serrano, "Santos Iñurrieta", Catálogo, Galería Mikeldi, Bilbao.
- 1974: Javier Serrano, "Un escultor y cuatro pintores alaveses", CAM de Pamplona.[38]
- 1974: Javier Serrano y Santiago Viar, Galería El Pez, San Sebastián, Catálogo.[39]
- 1976: "Artexpo", Muestra de arte de vanguardia, Feria de Barcelona.[40]
- 1977: Javier Viar, "El escenario Surreal", Galería B, San Sebastián, Catálogo.
- 1978: "Euskal artea/Arte vasco", Caja Laboral Euskadiko Kutxa, Catálogo.
- 1978: "Euskal poetak eta artistak", Gipuzkoako Aurrezki Kutxa.
- 1979: Julio Caro Baroja, "Sobre el concepto de arte Vasco".[41]
- 1979: Javier Viar, "Tres generaciones del arte vasco de posguerra".[42]
- 1979: Santiago Amón, "Notas para una aproximación a Erakusketa", Catálogo, Fundación Faustino Orbegozo, Palacio de Velázquez, Madrid.[43]
- 1980: "Catálogo de arte moderno y contemporáneo", Museo de Bellas Artes de Bilbao.[44]
- 1980: Javier Serrano, "Santos Iñurrieta-Carmelo Ortiz de Elguea", Catálogo, Sala de Arte Castel Ruiz, Caja de Ahorros de Navarra, Tudela.[45]
- 1981: "Arteder", Feria de Arte Contemporáneo de Bilbao.
- 1982: "Artistas vascos entre el realismo y la figuración 1970-1982", Catálogo, Museo Municipal de Madrid.[46]
- 1986: "Artistas Vascos Pro campaña contra el hambre", Manos Unidas.
- 1987: "Encuentros de pintura y escultura", 3 Taller Lantokia, Ayuntamiento de Vitoria.
- 1990: "Revista Basque Enterprise", núm. 7.
- 1990: Laureano Goñi, "Santos Iñurrieta. Pinturas", Museo de Arte e Historia de Durango.[47]
- 1990: "Santos Iñurrieta, Carmelo Ortiz de Elguea, Juan Mieg", Catálogo, Museo de San Telmo.[38]
- 1991: Florencio Martínez Aguinagalde, "Santos Iñurrieta", Art International Gallery.[48]
- 1996: "Revista Euskal Margolariak. Pintores Vascos", núm. 6.
- 1997: "Revista Euskal Margolariak. Pintores Vascos", núm. 7.
- 1996: Santiago Arcediano Salazar, " Historia de la sala San Prudencio".[49]
- 1996: José Luis Merino, Catálogo, Ciudadela de Pamplona.
- 1997: "Erakusketa", Fundación Faustino Orbegozo, Fundació Joan Miró, Barcelona.[50]
- 1997: "Interart", Feria Internacional de arte, Catálogo oficial.
- 1997: "Kulturgintza 1971-1996", 25 aniversario de Windsor Kulturgintza, Diputación Foral de Bizkaia.
- 1997: "Colección Pública", Museo Gustavo de Maeztu, Visiones de arte contemporáneo navarro y vasco en el Museo de Bellas Artes de Álava.
- 1997: José Luis Merino, "Santos Iñurrieta 1995-1997", Catálogo, Arte Xerea.[17]
- 1998: "Athletic Club de Bilbao 1898-1998. Arte en la Catedral".
- 1998: "MAC", Feria Internacional de Arte Contemporáneo, Marbella.
- 1999: "Catálogo de exposiciones 1999", Sala de Ajuria Aretoa.
- 2000: "Remirada", La década de los ochenta en el Museo de Bellas Artes de Álava.
- 2000: Santos Iñurrieta, "La Isla", Catálogo, Galería Clérigos, Lugo.[51]
- 2001: "ArteGaleria La Brocha", Exposición colectiva, Catálogo.
- 2002: Galería Epelde Mardaras, "Kajitas", Catálogo.
- 2005: "70 Artistas", José Luis Merino.[52]
- 2006: "Aralarte 2006. Mailopearen magalean hegaletán".
- 2007: "Artea Oinez 07", Fundación CAN.[53]
- 2007: "Revista Celedón", núm. 88, 50 Aniversario.[54]
- 2017: "Ke usted lo pase bien", Catálogo, Museo Artium, Álava.[21]
- 2018: "Suite Menut", Zuloa Irudia, Catálogo, Vitoria. [55]
- 2022: "Villa Magedonov", Mallorca.

## Exposiciones
- 1970: Exposición individual en los Salones de Cultura de la Caja de Ahorros Provincial de Vitoria.
- 1971: Colectiva "Pintores vascos en la actualidad" en Torre Luzea, Zarauz.[56]
- 1972: Exposición individual en los salones de cultura de Vitoria, en la galería Mikeldi de Bilbao y en las Salas Municipales de Cultura de Durango. Participación en la "Exposición de arte vasco" en el ayuntamiento de Baracaldo.[57]
- 1973: Exposición individual en la Caja de Ahorros de Pamplona.[58] Exposición individual en los Salones Luis de Ajuria, Vitoria.[59] Exposición individual en la Galería Mikeldi, Bilbao.[60] Participación en la colectiva "J.M. Barandiarán Gorazarre-Homenaje al Padre Don José Miguel Barandiarán", en Ataún, Guipúzcoa.
- 1974: Exposición individual en Galería Pez, San Sebastián.[61] Colectiva "Un escultor y cuatro pintores Alaveses" en el Museo de San Telmo, San Sebastián y en los Pabellones de Arte Ciudadela de la caja de ahorros de Pamplona.[62]
- 1975: Colectiva de artistas alaveses en la sala Luis de Ajuria, Vitoria. Exposición individual en Galería Eder Arte.[63]
- 1976: Exposición individual en Galería Luzaro, Bilbao. Colectiva "Objetos" en la Galería Luzaro, Bilbao.
- 1977: Exposición individual en la Galería B, San Sebastián.[64]
- 1978: Colectiva "Euskal Artea 78-Arte Vasco 78" en el aula de cultura de la caja de ahorros municipal de Bilbao.
- 1979: Colectiva "Erakusketa 79" en el Palacio de Velázquez, Madrid.[65]
- 1980: Exposición junto a Carmelo Ortiz de Elguea en la Sala Castel-Ruiz de Tudela. Colectiva "Erakusketa 79" en la Fundación Miró de Barcelona.[66]
- 1981: "Arte Eder 81", Feria de Arte Contemporáneo de Bilbao. Exposición individual en Galería Ederti, Bilbao.[67]
- 1982: Colectiva en las Salas del Ayuntamiento de Madrid "Artistas vascos entre el realismo y la figuración 1970-1982".[68]
- 1983: Exposición individual en Galería El Almacén, Arrecife, Lanzarote.[69]
- 1984: Exposición individual en Galería Windsor, Bilbao. Exposición individual en la Caja de Ahorros de Vitoria.[70]
- 1986: Exposición en Sala Tórculo, Burgos. Exposición en Manos Unidas, Vitoria.[71]
- 1987: Exposición "Gernika 37-87" en Gernika. Exposición individual en la Caja de Ahorros Provincial de Vitoria.[72]
- 1988: Exposición de serigrafías en la Fundación Caja Provincial. Exposición y realización de un mural en la Sala San Prudencio, en homenaje a Jorge Oteiza. Realización de un mural para el Hotel Gasteiz de Vitoria.
- 1989: Colectiva "Artistas Vascos" en la sala de ahorros de Bilbao. Exposición en Orma, Sala Amárica. Realización de un mural para el edificio de Juzgados Vascos. Exposición individual "Obra gráfica" en Sala Dendaraba.
- 1990: Exposición individual en el Museo de Arte e Historia de Durango.[73] Exposición individual en Galería Pintzel de Pamplona. Exposición individual en Sala San Prudencio, Vitoria.[74]
- 1991: Exposición individual en "Art International Gallery", Bilbao.[75] Participación en la Colectiva Bienal de Cuba, La Habana.[76] Exposición individual en Galería Arte Xerea, Valencia.
- 1992: Participación en ARCO, Madrid con la Galería Arte Xerea. Exposición individual en la Sala Olaguibel, Vitoria. Exposición individual en la Sala S´agrícola, Manacor, Mallorca.
- 1993: Exposición individual en Galería Lourdes Ugarabe, Vitoria. Exposición individual en Galería De Griffioen, Amberes.[77] Exposición individual en Galería Arte Xerea, Valencia.
- 1994: Participación en Interart con Galería Arte Xerea.
- 1996: Exposición individual en Torre de ses Puntes, Manacor, Mallorca.[78] Exposición en el Pabellón de mixtos, La Ciudadela, Pamplona.[79]
- 1997: Exposición individual en Galería Berta Belaza, Bilbao.[80] Participación en Artexpo Toulouse e Interart, Valencia. Exposición individual en Arte Xerea, Valencia.[81]
- 1998: Participación en Artexpo, Barcelona.[82] Participación en la Feria Marbella MAC,[83] Interart.
- 1999: Exposición individual en la Sala Luis de Ajuria, Vitoria.
- 2000: Exposición individual en Galería La Brocha, Bilbao.[84] Exposición individual "La Isla" en Galería Clérigos, Lugo.[85] Exposición solidaria con los represaliados.[86] Exposición individual en Galería Xerea, Valencia.
- 2001: Participación en la colectiva Uribitarte, Bilbao.[87]
- 2002: Exposición individual "Kajikas" en Zuloa Irudia, Vitoria.[88] Exposición individual en Epelde Mardaras.[89]
- 2005: Exposición individual en Zuloa Irudia.[90] Exposición individual en Camí del Mar galería, Manacor.
- 2007: Exposición en Galería Byzance con el escultor Serge Van de Put, París.
- 2008: Participación en la colectiva de la Fundación Caja Vital.[91]
- 2017: Exposición individual "Ke usted lo pase bien" en el Museo Artium, Vitoria.[92]
- 2018: Espacio Zuloa “Suite Menut”Santos Iñurrieta, Patxi Aldunate, Benito Herreruela [93]

## Obra en museos y colecciones
La obra de Santos Iñurrieta de la Fuente se encuentra en diversas colecciones y museos destacados, lo que refleja la importancia y el reconocimiento de su trabajo en el ámbito artístico. Entre ellos se encuentran:
- Museo de Bellas Artes de Bilbao, que alberga una significativa colección de arte vasco y español, incluyendo obras de Iñurrieta.[94]
- Museo de Arte Abstracto Español,[95] ubicado en Cuenca, reconocido por su extensa colección de arte abstracto español, donde se incluyen piezas de Iñurrieta.
- Museo Provincial de Álava,[96] en Vitoria, que cuenta con una amplia gama de obras que representan el patrimonio artístico de la región, incluidas las de Iñurrieta.
- Museo San Telmo,[97] en San Sebastián, que posee una rica colección de arte y cultura vasca, entre la que se encuentran trabajos de Iñurrieta.
- La colección del Banco de Bilbao, que incluye obras de arte de diversos artistas, entre ellos Iñurrieta.[32]
- La colección del Banco de Vizcaya, conocida por su compromiso con la cultura y el arte, cuenta con obras de Iñurrieta.[32]
- Bankunión, que ha incluido en su colección de arte obras de Iñurrieta, reflejando el interés de instituciones financieras en el arte contemporáneo.
- Caja Laboral,[98] conocida por su apoyo a la cultura y el arte vasco, donde se incluyen obras de Iñurrieta en su colección.

Estas colecciones y exposiciones permanentes en museos destacan la relevancia de Iñurrieta en el panorama artístico y su contribución a la cultura.